# Pechtalevo
Pechtalevo (en macédonien Пешталево) est un village du centre de la Macédoine du Nord, situé dans la municipalité de Dolneni. Le village comptait 486 habitants en 2002.

## Démographie
Lors du recensement de 2002, le village comptait :
- Macédoniens : 280
- Albanais : 144
- Turcs : 44
- Bosniaques : 12
- Serbes : 1
- Autres : 5